# Tengo todo excepto a ti
Tengo todo excepto a ti (français : J'ai tout, sauf toi) est une chanson pop écrite, produite et arrangée par Juan Carlos Calderón, et interprétée par le chanteur mexicain Luis Miguel. Elle est sortie en tant que premier single de son album studio 20 Años (1990). Il a atteint la première place dans toute l'Amérique latine, est devenu son quatrième single numéro un dans le classement Billboard Hot Latin Songs après Ahora te puedes marchar, La incondicional et Fría como el viento et a été nommé pour la chanson pop de l'année aux Premios Lo Nuestro. L'album 20 años a atteint la deuxième place du classement Billboard Latin Pop Albums (en) et s'est vendu à plus de 600 000 exemplaires au cours de la première semaine de sa sortie,.
Le chanteur a fait la transition vers l'âge adulte avec l'album 20 años, qui reflétait son âge au moment de sa sortie. Tengo todo excepto a ti a été inclus dans la liste des titres de sa tournée 20 años en 1990, ainsi que dans un medley aux côtés de Yo que no vivo sin ti, Culpable o no, Más allá de todo, Fría como el viento, Entrégate et La Incondicional lors de ses prestations en direct à l'Auditorium national de Mexico. Cette performance a été publiée plus tard sur son album El concierto (1995). En 2005, la chanson a été incluse sur la compilation Grandes éxitos.

## Dans les hit-parades
La chanson a fait ses débuts dans le palmarès des Billboard Hot Latin Songs à la 33e place dans la semaine du 2 juin 1990, pour se hisser dans le top 10 deux semaines plus tard,. Tengo todo excepto a ti a atteint la première place le 21 juillet 1990, occupant cette position pendant huit semaines consécutives, remplaçant El cariño es como una flor (en) par Rudy La Scala (en) et étant remplacé par José Feliciano avec ¿Por qué te tengo que olvidar ? (en). Tengo todo excepto a ti s'est classé deuxième dans le tableau de fin d'année de Billboard de 1990, et est devenu le plus long séjour de Luis Miguel à la première place et son quatrième single à atteindre le sommet, après Ahora Te Puedes Marchar (1987), La Incondicional et Fría Como el Viento (tous deux en 1989). Le single a également atteint la première place au Mexique,.

## Clip
Un clip vidéo pour la chanson a été réalisée dans des lieux de Los Roques, au Venezuela. Elle a été réalisée et produite en 1990 par Henrique Lazo. La vidéo a été filmée sur la plage avec Luis Miguel aux côtés de l'actrice et ancien mannequin Ruddy Rodríguez (en).

## Reprises
Tengo Todo Excepto a Ti a été repris par plusieurs interprètes, dont Aramis Camilo, Carlos Cuevas, Los Flamers, Darvel García, Kika y Raúl, Komboloko et Giovanni Vivanco. Le groupe mexicain La Posta a également enregistré une version du morceau, qui a servi de thème principal à la telenovela du même titre, diffusée au Mexique par TV Azteca,. La chanson a également été enregistrée par la chanteuse mexicaine Edith Márquez et a été incluse dans son album ¿Quién Te Cantará ? La Música de Juan Carlos Calderón, un album hommage produit par Calderón en 2003. Márquez a reçu une certification or au Mexique pour cet album.